# 産交バス天草営業所
産交バス天草営業所（さんこうバスあまくさえいぎょうしょ）は九州産交バスの子会社である産交バスの営業所の一つ。

## 概要

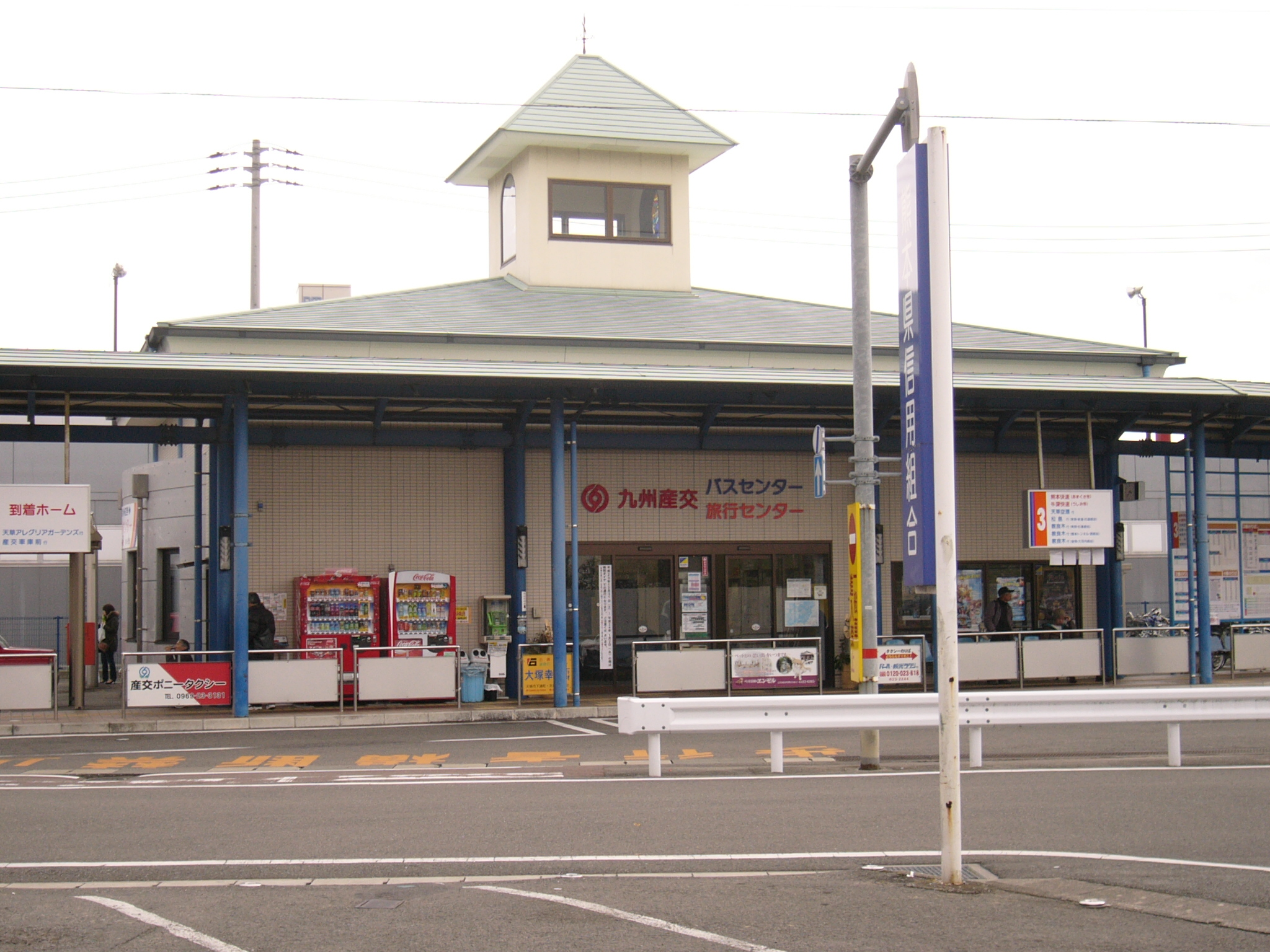
本渡バスセンター

かつて、1991年からは本体である九州産業交通より地域毎に分社化され、天草産交発足と同時に同社の本社という役割も担っていたが、2005年4月の子会社再構築により現在は産交バスの営業所として位置する。なお、当営業所には乗車券窓口は無いため、営業所から2kmほど離れた本渡バスセンターが乗車券発券などの一部業務を担っている。

### 所在地
熊本県天草市北浜町　（最寄りバス停：産交車庫前）

### 駐在所など
- 松島車庫－熊本県上天草市松島町合津 　
  - 5両を留置する。さんぱーる－松島－教良木線、松島－大浦新道－上津浦－本渡線、松島－大浦旧道－さざ波の湯－本渡線、松島－教良木－浦－本渡線などを担当。

以前は松島案内所として発券窓口・売店・トイレ・飲料用自販機を備えた待合所（バス停名は「松島」）が併設されていたが、2013年4月に松島案内所は閉鎖・解体され、車両基地は別の場所に移転した。案内所跡地はコンビニエンスストア（ファミリーマート）となり、現在の「松島」バス停においては店舗前に空調設備を備えた待合室が設けられている。

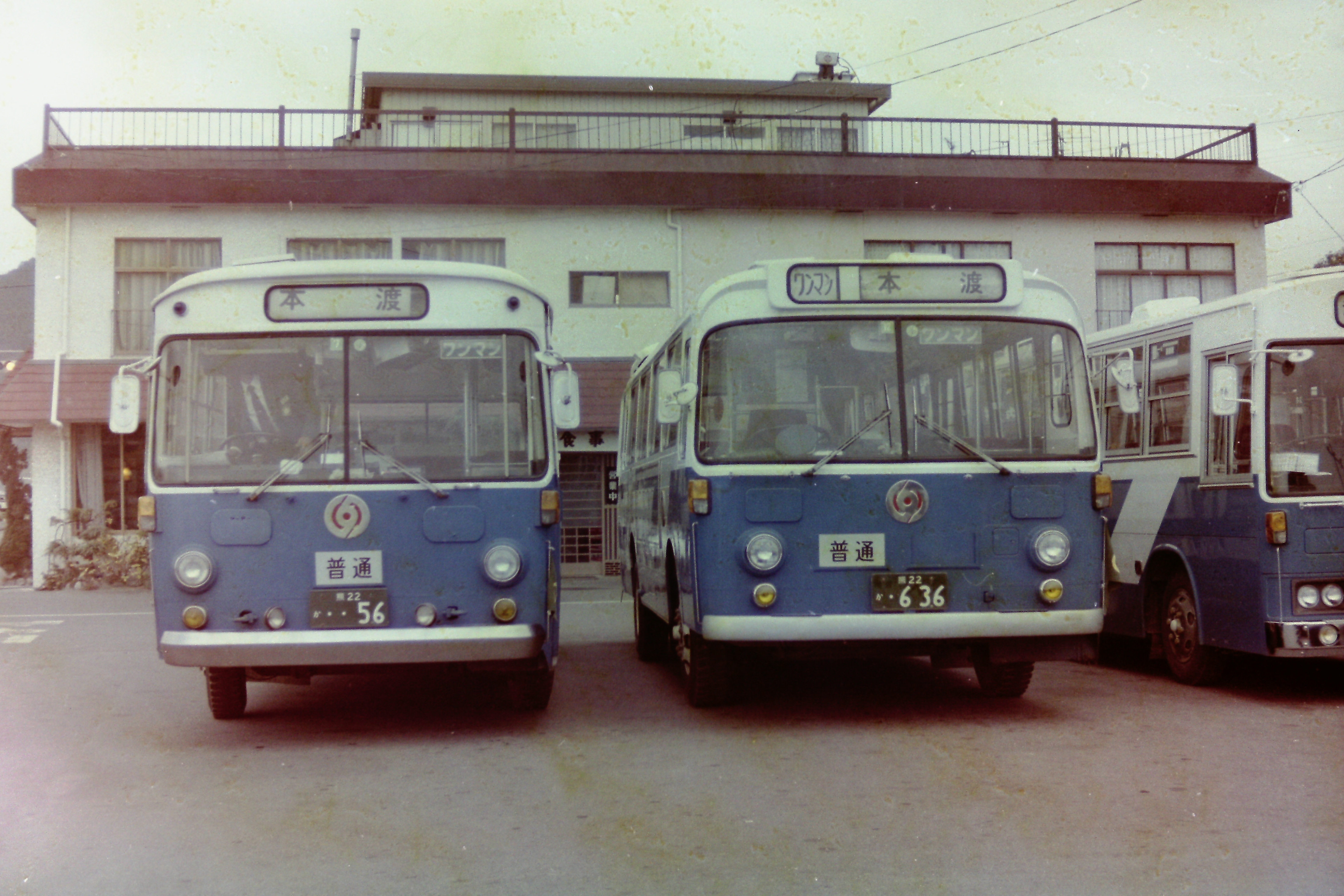
旧松島案内所で待機中の車両　トヨタDR15と三菱MM104H 1983.12

- 富岡車庫(旧富岡営業所)－熊本県天草郡苓北町富岡　（最寄りバス停：富岡産交前（本渡方面のみ））
  - 3両を留置する。富岡港－通詞－鬼池港－本渡線を担当。

過去においては
- 城山公園－富岡港－二江－手野－本渡線
- 富岡港－鶴分校前－城河原－本渡線
- 富岡港－二江－手野－本渡線
- 富岡港－下田温泉－高浜－崎津－一町田－魚貫－牛深線（牛深営業所との共管）
- 城山公園－富岡港－下田温泉－高浜線
- 富岡港－都呂々－木場線

を担当していたが、いずれも路線が廃止されたため現在は運行していない。
- 牛深車庫（旧牛深営業所）－熊本県天草市久玉町　（最寄りバス停：牛深バスセンター）
  - 3両を留置する。牛深－本渡線・牛深－早浦橋線・牛深－下平線を担当。

- 三角車庫（旧三角営業所）－熊本県宇城市三角町三角浦　（最寄りバス停：三角バスセンター）
  - 8両を留置する。三角－松橋線・三角－宇土線・三角－さんぱーる線・さんぱーる－赤崎線などを担当。
  - このほかに、上天草市よりSUNまりんバスの運行を受託する。

他に教良木車庫(1台)、浦車庫(台数不明)、河浦車庫（3台）、赤崎車庫（2台）がある。かつては天草各地に駐在車庫を設けていたが、路線廃止と同時に駐在車庫を閉鎖した所も多い。

## 沿革
- 1942年8月17日 - 九州産業交通株式会社設立。
- 1991年3月 - 経営効率化により、九州産業交通のローカル営業所を地域毎に分社化したことにより天草産交株式会社が発足し、当営業所は同社の本社となる。このほか、県北地区に「熊北産交」、県南地区に「熊南産交」が同日に発足する。
- 2005年3月 - 九州産業交通の産業再生機構の支援により、同社の子会社の再編に伴い路線バス事業の上記3社ならびに山間地域や廃止代替路線（沿線自治体の補助等により運行を継承した路線）を運営する産交観光バスの路線バス事業を統合して産交バス株式会社が発足。統合により天草産交および同天草営業所としては同月末をもって営業終了。
- 2005年4月1日 - 産交バスに業務継承、産交バス天草営業所となる。

## 担当路線
元々は主に天草下島全域ならびに上天草市の松島町までといった天草島内のほとんどをカバーしていた。2022年10月1日を以って牛深営業所を統合し、2024年6月1日を以って三角営業所を統合した。それにより、現在は天草島内全域ならびに宇城市三角地区全域、遠くは宇城市の松合地区・不知火地区・松橋地区および宇土市の一部も運行エリアに含まれる（快速バス「あまくさ号」が停車する宇土駅以降の停車箇所は運行エリアから除外）。なお、当営業所前から乗降できる路線は極めて少なく、当営業所管轄の天草島内路線のほとんどが本渡バスセンターを主な乗降拠点としているため、全ての路線が当営業所を出庫し本渡バスセンターまで「回送」ののち各方面へ営業運行をおこない、各方面から本渡バスセンターまでの折り返し営業運行終了後に「回送」で当営業所へ入庫する。かつて九州産業交通発足前においては複数の乗合事業者が天草島内路線を運行しており、当社発足後にそれまでの事業者から産交バスに統合された経緯から路線数もかなり多く、中には重複した系統も多くみられるなど複雑な路線網を形成していたが、2009年10月1日より一部路線の統合・廃止などの大幅再編が実施され、路線数も大幅に整理されると共に、天草市の補助により本渡市街地を巡回するコミュニティバス（のってみゅうかー）の運行を開始している。この再編とコミュニティバス運行開始に際し、天草諸島（天草市・上天草市・苓北町）では高齢者運転免許返納制度を導入し、天草諸島在住の65歳以上で、運転免許証を自主返納した人に産交バスが免許返納者割引乗車証を発行、これを提示した場合天草諸島全域の路線バスが半額となる扱いを開始した。
なお、当営業所が管轄する天草諸島は2000年代以降、地域によっては過疎化や空洞化・少子高齢化が進み、さらには若者を中心としたマイカーの普及などモータリゼーションの加速化の影響によりバスを利用する乗客が年々減少し、乗車率も悪化してきており、逆に沿線自治体からの産交バスへの運行支援補助のための財政負担も年々増加して行ったため、2010年代に入ると天草諸島各自治体における「公共交通連携計画」を策定した上で、それに基づき路線バスの運行区間が年々短縮し、系統分割によって乗り換えを必要とする区間も増えたほか、さらに追い打ちをかけるかのように近年の深刻な乗務員不足とも相まって全体的に運行本数も大幅に減少しており、特に中山間地域や山間地域においては幾つかの路線が廃止となり、それと共に多くの停留所が廃止され、公共交通機関空白地域となった区間も目立ってきている（一部の地域ではその代替としてその地域（旧町域）自治体が巡回バスを運行またはデマンド方式乗合タクシーへの運行補助がなされている）。
このほか、上天草市・宇城市・宇土市を経由して県都・熊本市とを結ぶ快速バス「あまくさ号」を運行している。以前は親会社の九州産交バスとの共同運行において担当していたが、2018年11月末日を以って九州産交バスが運行から撤退したため、現在は全便当営業所による担当となった。夕方天草発の便は終点到着後、熊本市中央区琴平にある本荘車庫において夜間停泊し、翌朝の便において折り返し運行を行っている。なお、先述した高齢者のための免許返納者割引乗車証は「あまくさ号」でも使用可能で、天草諸島内（産交車庫前 - 登立）のみでの利用は勿論、天草諸島内いずれかの停留所からの乗車であれば、宇城市・宇土市・熊本市まで利用しても割引が適用（逆に天草諸島外から天草諸島内にて降車する場合も同様）され、これらの区間が全て半額で乗車できる。
当営業所の路線はもともと系統番号は存在しなかったが、天草車庫ならびに牛深・河浦車庫管轄路線は2024年4月1日からは数字のみの案内番号が付与された。
尚、当営業所からは直接乗車できないが、市道沿いの「産交車庫前」バス停において下記の路線を利用できる。
- AM　熊本線（あまくさ号）
- 33　本渡－鬼池港線＜佐伊津・五和支所経由＞
- 32　鬼池港発（中央新町経由）本渡バスセンター行

一時期は当営業所を出発する天草諸島内全てのバスが利用できたが、2005年頃に利用できなくなり、現在上記以外の天草諸島内完結路線については全て本渡バスセンターからの乗降となる。

### 牛深車庫・河浦車庫担当路線
主に天草下島地域である天草市牛深地区（旧牛深市）ならびに河浦地区（旧河浦町）を起点に、本渡地区（旧本渡市）・高浜地区（旧天草町）とを結ぶ一般路線バスを担当している。
| 路線名                                             | 案内番号                                           | 行先                                                                                                 | 備考                                               |
| 牛深市民病院・牛深バスセンター（旧牛深営業所）発着 | 牛深市民病院・牛深バスセンター（旧牛深営業所）発着 | 牛深市民病院・牛深バスセンター（旧牛深営業所）発着                                                   | 牛深市民病院・牛深バスセンター（旧牛深営業所）発着 |
| -------------------------------------------------- | -------------------------------------------------- | --- | -------------------------------------------------- |
| 本渡線                                             | 40                                                 | 牛深市民病院－牛深港－牛深バスセンター－久玉－一町田－新合－宮地岳－本渡バスセンター                 | [ 備 1 ]                                           |
| 早浦橋線                                           | 53                                                 | 牛深バスセンター－牛深港－牛深市民病院－茂串－魚貫－早浦橋                                           | [ 備 2 ]                                           |
| 下平線                                             | 55                                                 | 牛深市民病院－牛深港－牛深バスセンター－久玉－牛深高校前－山の浦－浦河内－深海－下平                 | [ 備 3 ]                                           |
| 河浦車庫（旧河浦高校前）発着                       |                                                    | |                                                    |
| 下田線                                             | 49                                                 | 河浦車庫－一町田中央－河浦病院－崎津－軍ヶ浦－大江－高浜上河内－白鶴浜－妙見ヶ浦－鬼海ヶ浦－下田温泉 | [ 備 4 ]                                           |

### 三角車庫担当路線
主に三角バスセンター（旧三角営業所）を起点として宇土駅間や、不知火地区・松橋地区のほか、上天草市の大矢野地区・松島地区の一部にも乗り入れている。このほか、上天草市の大矢野地区においてはコミュニティバスの『SUNまりんバス』の委託運行を三角営業所より引き継いでいる。
| 路線名                           | 行先 | 備考                             |
| 三角バスセンター（三角産交）発着 | 三角バスセンター（三角産交）発着 | 三角バスセンター（三角産交）発着 |
| -------------------------------- | --- | -------------------------------- |
| 松橋・大口線                     | 三角産交－三角病院－穂刈道－船津－大口－松合－不知火温泉センター前－宇城市不知火支所前－松橋産交 | [ 備 5 ]                         |
| 宇土・小田良線                   | 三角産交－五橋入口－三角西港前－大田尾－小田良－赤瀬－御興来－網田駅前－長浜駅前－長部田－住吉駅前－宇土市役所前－宇土駅前                                                                                               |                                  |
| さんぱーる線                     | 三角産交－岩谷入口－登立－大矢野郵便局前－大矢野庁舎前－天草四郎公園前－さんぱーる | [ 備 6 ] [ 備 7 ]                |
| 三角病院・防災拠点センター線     | 三角産交－宇城市三角支所前－古氷団地入口－宮崎入口－三角病院－三角防災拠点センター前 |                                  |
| さんぱーる発着                   | |                                  |
| 赤崎（池の浦）線                 | さんぱーる－天草四郎公園前－上天草高校前－農免道入口－二号橋－前島－松島－阿村－牟田－姫戸－ヤマハ前－竜ヶ岳学校前－上天草病院前－大道－赤崎                                                                             | [ 備 8 ]                         |
| SUNまりんバス （上循環線）       | さんぱーる－天草四郎公園前－大矢野庁舎前－上公民館前－小波止（鳩の釜）－野釜入口－野釜大橋－野釜－南（野釜）－野釜－野釜大橋－七ツ割－弓ヶ浜－串－賎の女－寄船－大矢野郵便局前－大矢野庁舎前－天草四郎公園前－さんぱーる |                                  |
| SUNまりんバス （中循環線）       | さんぱーる－スパタラソ－上公民館前－大矢野庁舎前－越の浦－上天草高校前－小瀬戸－柳－宮本記念公園前－農免道入口－江後－さんぱーる                                                                                         |                                  |
| SUNまりんバス （登立環線）       | さんぱーる－天草四郎公園前－大矢野庁舎前－大矢野郵便局前－登立小学校前－四郎丸－治郎田－荒木浜中間－越の浦－村－天草四郎公園前－さんぱーる                                                                               |                                  |

## 快速バス「あまくさ号」

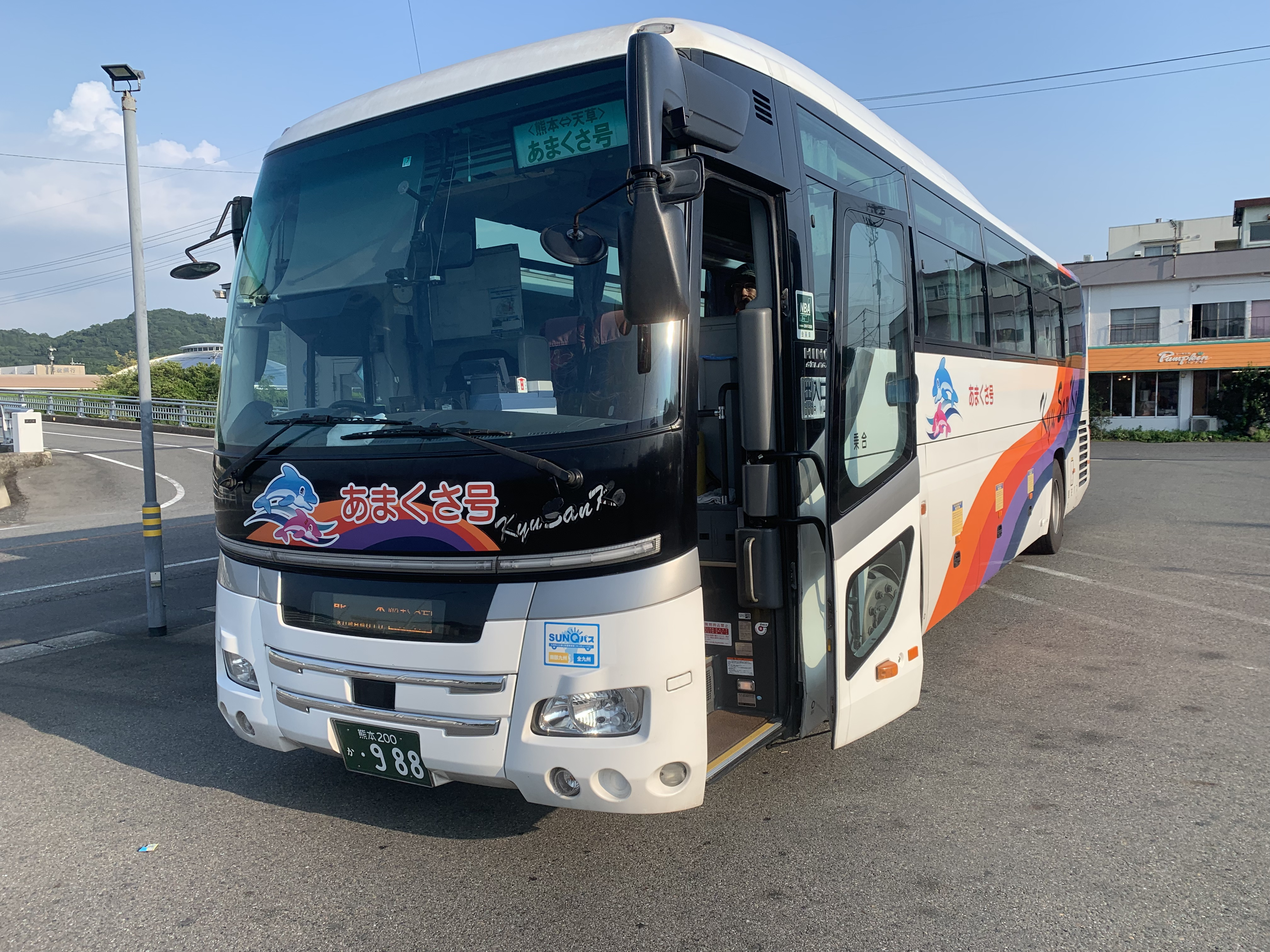
熊本線「あまくさ号」専用車

あまくさ号とは、熊本県熊本市の熊本桜町バスターミナル（以下「桜町BT」と略）～天草市とを結ぶ快速バス。以前は九州産交バス熊本営業部高速バス営業所（現：高速営業所）との共同運行路線であったが、現在は全便を当営業所が単独で運行している。

### 運行形態・停車停留所
あまくさ号には快速・超快速の2系統がある。太字は停車停留所。
- 快速 - 国道上ならびに沿線主要各停留所に停車。

産交車庫前 － 天草警察署・総合庁舎前 － （国道324号） － 天草市役所前 － 本渡バスセンター － 天草中央総合病院前 － （天草瀬戸大橋・国道266号） － 瀬戸大橋 － 志柿 － 島子 － 小島子 － 下津浦 － 上津浦漁協前 － 下津江四郎ヶ浜ビーチ － 赤崎 － 須子 － 大浦 － 小畦橋 － 知十 － 今泉三叉路 － 松島郵便局前 － 松島 － 合津港前 － （五号橋） － リゾラテラス天草 － 前島 － （四号橋・三号橋・二号橋・国道266号） － 二号橋 － さんぱーる － 大矢野庁舎前 － （大矢野旧道） － 登立 － （国道266号・一号橋・国道57号）－ 三角産交 － 五橋入口 － 三角西港前 － 大田尾 － 網田駅前 － 東長浜 － 長部田 ― 住吉駅前 － 松原 － （国道3号） － 宇土駅東口 － 緑川橋 － 熊本農業高校前 － 南高江 － 高江町 － 下近見 － 日吉校前 － 上近見 － 平田町 － 十禅寺町 － （熊本市道二本木通り・熊本県道28号熊本高森線） － 熊本駅前 － 桜町BT
- 超快速 - 一部停留所ならびに一部区間は無停車。なお、一部区間においては熊本天草幹線道路を経由する。2023年2月現在は新型コロナウイルスの感染拡大の影響により運休中。

産交車庫前 － 天草警察署・総合庁舎前 － （国道324号） － 天草市役所前 － 本渡バスセンター － 天草中央総合病院前 － （天草瀬戸大橋・国道266号） － 瀬戸大橋 －小島子 － 上津浦IC － （松島有明道路） － 米の山IC － （国道266号） －  松島 － （五号橋） － リゾラテラス天草 － 前島 － （四号橋・三号橋・二号橋・国道266号） － 二号橋 － さんぱーる － 登立IC － （三角大矢野道路・天城橋） － みすみIC － （国道57号） － 三角西港前 － 松原 － （国道3号・熊本市道二本木通り・熊本県道28号熊本高森線） － 熊本駅前 － 桜町BT   　 
- 本渡バスセンターは、熊本行は3番乗り場から発車、天草行は4番ホーム到着。
- 桜町BTは、天草行は5番のりばから発車・熊本行は9番ホーム到着、熊本駅前は、天草行はのりば5から発車・熊本行はのりば1（桜町BT方面）到着となる。
- リゾラテラス天草は、熊本行は朝1 - 3便まで、天草行は朝1便と最終便は施設営業時間外のため通過となる。
- 三角産交は、天草発・熊本発とも土日祝日の各5便のみが経由する（平日は停車しない）。
- 松島において3分間ほどのトイレ休憩がある。

### 路線沿革
- 1966年（昭和41年）9月24日 - 天草五橋開通。九州産業交通が翌日から熊本～本渡間を結ぶ快速バスとして運行開始。快速の他に熊本～本渡間準急、三角～本渡間急行が新設された。
  - ヘッドマークあり（天草5号橋をモチーフに松島の島々をイメージしたもの）
  - 当初の停留所　辛島町～熊本駅前～宇土～登立～合津九商前～合津～赤崎～亀川～○浄南～○浜の丁～○市役所～○城下～本渡（○は降車のみ）
  - 担当営業所は中央営業所（当時）と天草営業所の両営業所共管
- 1968年（昭和43年）7月10日 - 超快速3往復運行開始　19往復のうち3往復超快速、
  - 超快速停留所：辛島町～熊本駅前～合津九商前～合津～本渡～天草国際ホテル（現：天草アレグリアガーデンズ）
  - 快速のうち1往復阿蘇山西駅まで運行　他に季節運行熊本～松島間4往復
- 1969年（昭和44年）
  - 5月頃 - 熊本～松島間普通バス1往復廃止
  - 7月 - 快速路線としては高森快速に次いで整理券方式のバスに（当時ワンツーマンバスと言った）
- 1970年（昭和45年）
  - 春（時期不明） - ワンマン化
  - 5月 - 4往復（うち超快速3便）　1往復阿蘇山西駅まで運行　他に季節運行熊本～松島間4往復
- 1975年（昭和50年）
  - 9月 - 阿蘇～本渡間1便のうち阿蘇～熊本間廃止
  - 11月 - 32往復（うち超快速8往復）　超快速2時間26分　快速2時間32分　季節運行便廃止
- 1977年（昭和52年）12月 - 28往復（うち超快速8往復）
- 1978年（昭和53年）3月 - 本渡バスセンター開設　超快速2時間23分に
- 1981年（昭和56年）10月頃 - 熊本～本渡間準急4往復廃止
  - 三角～本渡間急行7往復廃止、新たに三角～本渡間普通バス9往復運行開始
- 1986年（昭和61年）5月 - 新たに熊本駅始発着交通センター～県庁～本渡行き5往復を開設　県庁経由交通センター～本渡間2時間39分
- 1987年（昭和62年）11月 - 県庁経由2往復に
- 1989年（平成元年）
  - 1月 - 28往復のうち10往復熊本空港（現：阿蘇くまもと空港）まで延長　熊本空港～本渡間3時間6分有明海沿線を走るあまくさ号
（画像の車両は空港直通時代）

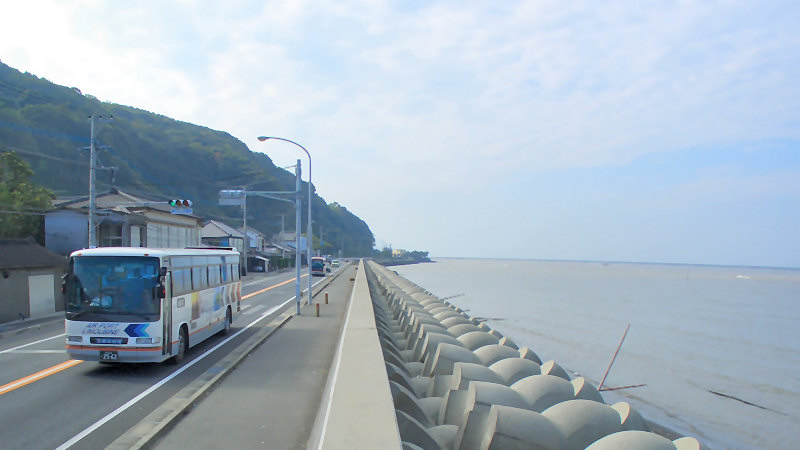
有明海沿線を走るあまくさ号
（画像の車両は空港直通時代）

  - 5月 - 県庁経由　上り（熊本駅行）の1便のみに
- 1991年（平成3年）3月 - 九州産業交通が地域毎に分社化した事により天草産交が発足し天草島内路線の全てが移管。ただし、当路線の天草営業所担当分は天草産交へ管理委託という形において九州産業交通が引き続き全便を運営。
- 1993年（平成5年）11月 - 県庁経由熊本駅発着便を廃止
- 1997年（平成9年）7月 - 熊本フェリーの熊本港～本渡港高速艇「マリンビュー」開設4往復
  - （当時、熊本フェリーは九州産交が51％、江崎汽船が30％の株を所有）
- 1998年（平成10年）12月 - 22往復に減　超快速廃止
- 1999年（平成11年）8月 - 22往復のうち空港線（空港行10）（本渡行12）
- 2000年（平成12年）3月 - 天草空港開港　天草エアライン熊本空港～天草空港2往復
- 2001年（平成13年）4月 - 22往復のうち空港線（空港行7）（本渡行9）
- 2008年（平成20年）
  - 3月 - 一部、三角駅・三角産交経由便設定（上り8本、下り9本）、今津小学校前に停車
  - 8月 - 22往復のうち3往復が「大矢野バイパス」「松島有料道路」「松島有明道路」を経由（該当便は登立および前島 - 上津浦漁港前間無停車に）
  - 11月 - 天草四郎公園前に代えて、さんぱーるに停留所を変更（高規格道路経由は従来通り天草四郎公園前に停車）。前月改編された大矢野島内の一般路線やSUNまりんバスとの連絡を考慮

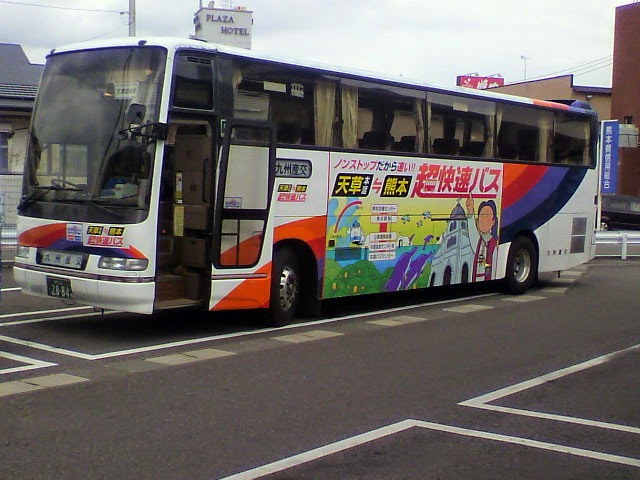
天草超快速
（試行運行）
※画像の車両は熊本営業所所属

- 2010年（平成22年）8月1日 - 従来の22往復通常便とは別に、同年12月31日までの期間限定において高規格道路経由の超快速便を1日3往復設定（試行運行）。停車箇所は、熊本交通センター －熊本駅前－上津浦漁協前－本渡温泉センター－本渡バスセンターの5箇所のみで、所要時間は熊本交通センター - 本渡バスセンター間最速1時間55分。全便トイレ付きの3列シート車（スーパーハイデッカー車両）において運行。また、従来の通常便においてはこれまでの一部本渡バスセンター始発着から、この日より全便が天草アレグリアガーデンズ始発着となる。
- 2011年（平成23年）3月12日 - ダイヤ改正により運行時刻ならびに運行内容を大幅変更[6]。
  - 本渡発の早朝5時発便を新設。
  - 新たに「二号橋」バス停に停車開始。
  - 一部停留所の廃止（廃止バス停：岩谷入口・天草四郎公園前（高規格便）・江後・樋合入口・遊覧船乗り場前）
  - 空港発着便（天草－阿蘇くまもと空港線）の廃止。全便が熊本交通センター発着となる（代替として本渡バスセンターと松島バス停からの利用に限り熊本駅・熊本交通センターにおける空港リムジンバス乗継ぎ割引券を発売）。
  - 従来運行していた高規格道路経由便は廃止。これに代わる形でさらに停留所数を少なくし「超快速便」として1日4往復正式に運行再開（うち2往復が下田温泉まで延伸[7]）。
  - これまでの一部便における産交バス天草営業所への管理委託分を直営便に移行（一部譲渡）し、九州産交バスと産交バスの2社共同運行という形へ変更[8]。
- 2015年（平成27年）
  - 4月1日 - ダイヤ改正により運行内容を大幅に変更[9]。
    - これまでの通年共通ダイヤから、平日が熊本発快速17便・超快速3便、天草発快速16便・超快速4便、土日祝が熊本発快速15便・超快速5便、天草発快速14便・超快速6便とする。
    - 停車箇所に熊本市内の「平田町」・「上近見」・「日吉校前」・「高江町」の各停留所を新たに追加し、これらの各停留所から路線バスを利用する通勤・通学客に対してのサービスを実施（超快速は不停車）。
    - 下田温泉発着を除き、これまで天草側始発着点であった「天草アレグリアガーデンズ」への乗り入れを廃止し、全て産交車庫前始発・終着となる。
    - 平日の三角産交経由便は、朝の熊本行5便と夕方以降の本渡行5便のみとなる（土日祝日はこれまで同様に熊本行7便・本渡行8便）。
- 2016年（平成28年）
  - 2月1日 - 朝の天草発5便・夕方熊本発4便のみ宇土市街地3箇所（西城の浦・宇土本町5丁目・宇土3丁目）へ乗り入れ。それによりこれらの便は従来の「宇土」停留所には停まらない（いずれも平日のみで土日祝日は従来通り）[10]
  - 6月1日 - 超快速の下田温泉発着便を廃止。
  - 10月1日 - 三角産交経由便を廃止。また、超快速の停車箇所に宇土・小島子・瀬戸大橋・天草中央総合病院前を追加。
- 2017年（平成29年）4月1日 - 宇土市街地乗り入れを廃止。
- 2018年（平成30年）
  - 10月1日 - 超快速のみこれまでの国道266号・1号橋（天門橋）ルートから三角大矢野道路・新1号橋（天城橋）ルートへ変更。これに伴い、五橋入口停留所での乗降扱いを廃止（快速は従来のルートならびに五橋入口へは引き続き停車）。
  - 12月1日 - ダイヤ改正により快速を3往復減便し合計15往復に。親会社の九州産交バスがあまくさ号の運行から撤退し、全便が当営業所の直営路線となる。
- 2019年（令和元年）
  - 9月11日 ‐ 熊本市桜町一帯再開発工事完了に伴う新型複合ビル（SAKURA MACHI Kumamoto）内バスターミナル（熊本桜町バスターミナル）乗り入れ開始に合わせ、熊本都市圏バス系統番号変更に伴い当路線の系統記号「AM」が付与される。 　　
  - 10月1日 - 快速・超快速とも新たにリゾラテラス天草に停車開始。（ただし一部の便については営業時間外により通過扱い）
- 2020年（令和2年）
  - 5月1日 - 新型コロナウイルスの世界的感染拡大の影響による利用客減少を受け、この日より超快速を全便運休し、快速のみの運行（1日10往復）。その後も熊本県内の感染状況を鑑みながら、超快速運休のまま現在までに増減便を繰り返している。
- 2022年（令和4年）7月23日 - 停車箇所に「長部田」停留所を追加（快速のみ）。
- 2023年（令和5年）4月1日 - 「宇土」停留所を「松原」へ停留所名称変更。
- 2024年（令和6年）
  - 4月1日 - 「遊覧船乗り場前」停留所を「合津港前」へ停留所名称変更。
  - 10月1日 - 停車箇所に「三角産交」を追加。三角への停車は、2016年に廃止されて以降8年ぶりの停車再開となる。ただし、三角への停車は土日祝日の各5便のみで、天草発が第4便目から第8便目まで、熊本発が第2便目から第6便目までで、平日は停車しない。

### 使用可能な乗車券類
本路線は座席定員制で全席自由席であり予約不要。運賃は車内清算。支払いは現金のほか、通勤・通学定期券も使用可。片道・往復乗車券は本渡BC・桜町BT内の自動券売機で販売している。このほか、以下の乗車券が使用出来るが、熊本県内4事業者共通の1日乗車券「わくわく1dayパス」は熊本市内間のみの利用であっても全券種いずれも使用出来ない。
- SUNQパス（北部九州＋下関版・全九州＋下関版・南部九州版）
- くまモンのIC CARD[11]
- 福岡天草きっぷ
- 阿蘇くまもと空港－天草間乗り継ぎきっぷ
- 下通交通券
- 免許返納割引乗車券
- 天草乗り放題きっぷ
- 休日学生限定！往復乗車券（中学生以上で大学・専門学校生までを対象に土日祝日限定で運賃が割安となる往復割引乗車券）[12]
- 60からのくまもといくけん（60歳以上が対象の特別往復割引乗車券）[13]
- クレジットカード等によるタッチ決済[14]

## 車両
- 全体として、基本的に国産4メーカーとも取り揃えている。一般路線車においては、以前は全て中型車両での導入であったが、2010年代以降は日野レインボー（KR系）やいすゞエルガミオなどの中型車両もごく少数在籍している反面、日野リエッセ・日野ポンチョのほか、マイクロバスの三菱ローザ・日野リエッセⅡなどといった小型車両の割合が大多数を占める。なかでも主力車種である日野リエッセについては、バンパーが黒塗りのトップドア車と、バンパーがボディ同色（青色）で車椅子対応スロープ付きの中扉（後乗り）仕様車がある。日野ポンチョについては、『のってみゅうかー』専用のラッピングを施した本渡地区市街地循環バス専用車（ショートボディー）と、産交カラーの一般路線用（ロングボディ）のものがある。
- その他、天草市内から熊本市内までを結ぶ「あまくさ号」を運行しているため、一般観光タイプの大型ハイデッカー車両も保有している。かつて1990年代前半までは一般路線バスをベースにした大型標準床トップドア車がもっぱら新車で導入されていたが、同年代半ば以降より新車での導入はなく、かつて九州産交バス本体において九州島内都市間バスで使用されていた高速車や、系列会社だった九州産交観光の貸切車などからの転用車が使用されるようになった。現在の車両は、大半が他社からの移籍車両である。車種としては国産4メーカーが揃い、中にはトイレ付車両もあるなど、さまざまなバリエーションがみられる。
  - かつてあまくさ号用の車両は九州産交バスの所有で、一部を天草常駐扱いとしていたが、2011年3月より当営業所直属となり熊本営業所から移管という形でそのまま譲渡され、これにより観光タイプの大型ハイデッカー車両も多数所有する事になった。当初は九州産交バスからの管理委託時代からそのまま引き継がれた車両、または産交バス移行後に本体から移管してきた車両が使用されていたが、経年化により徐々に離脱し、最後の1台が2024年8月末を以って運用を終えた事により全廃となった。これにより、2024年時点ではそのほとんどが本州大都市などで高速バスや観光バスとして使用されていた県外他事業者からの移籍車両へ置き換えられている。移管車の中には元フェニックス号専用車であった3列シート車のスーパーハイデッカー車両も晩年はあまくさ号専用車として当営業所に在籍していた（2018年に離脱・廃車）。
  - 尚、2018年には座席コンセント・パウダールーム付トイレを備えた元B&Sみやざき用の自社発注車両4台中の2台（2012年式日野・セレガ）が八代から転属、当営業所所属車では初の2代目セレガであり、こちらもあまくさ号に使用されている。2019年7月には残り2台も転属し、さらに2024年1月には2016年式の同車も転属して来たことにより合計で5台となった。このほか、日本中央バス・JR九州バスからの移籍車で座席コンセント・後部トイレ（1台はトイレ無し）を備えた三菱エアロエースも合せて3台在籍する。
- 少数ながら小型貸切車両（三菱ふそう・エアロミディMK）も在籍している。1台は天草宝島観光協会から委託を受けた「天草ぐるっと周遊バス」専用車として、残りは当社貸切カラーとなっている。以前は九州産交観光天草営業所が併設されていた関係で、大型貸切車も数台配置されていたが、九州産交観光の親会社へ吸収されたのち本社への集中配置に伴い大型車は全て本社へ移管もしくはそのまま離脱・廃車となっている。2024年1月より自社発注車として再び大型貸切車（日野・セレガ）が1台配置された。

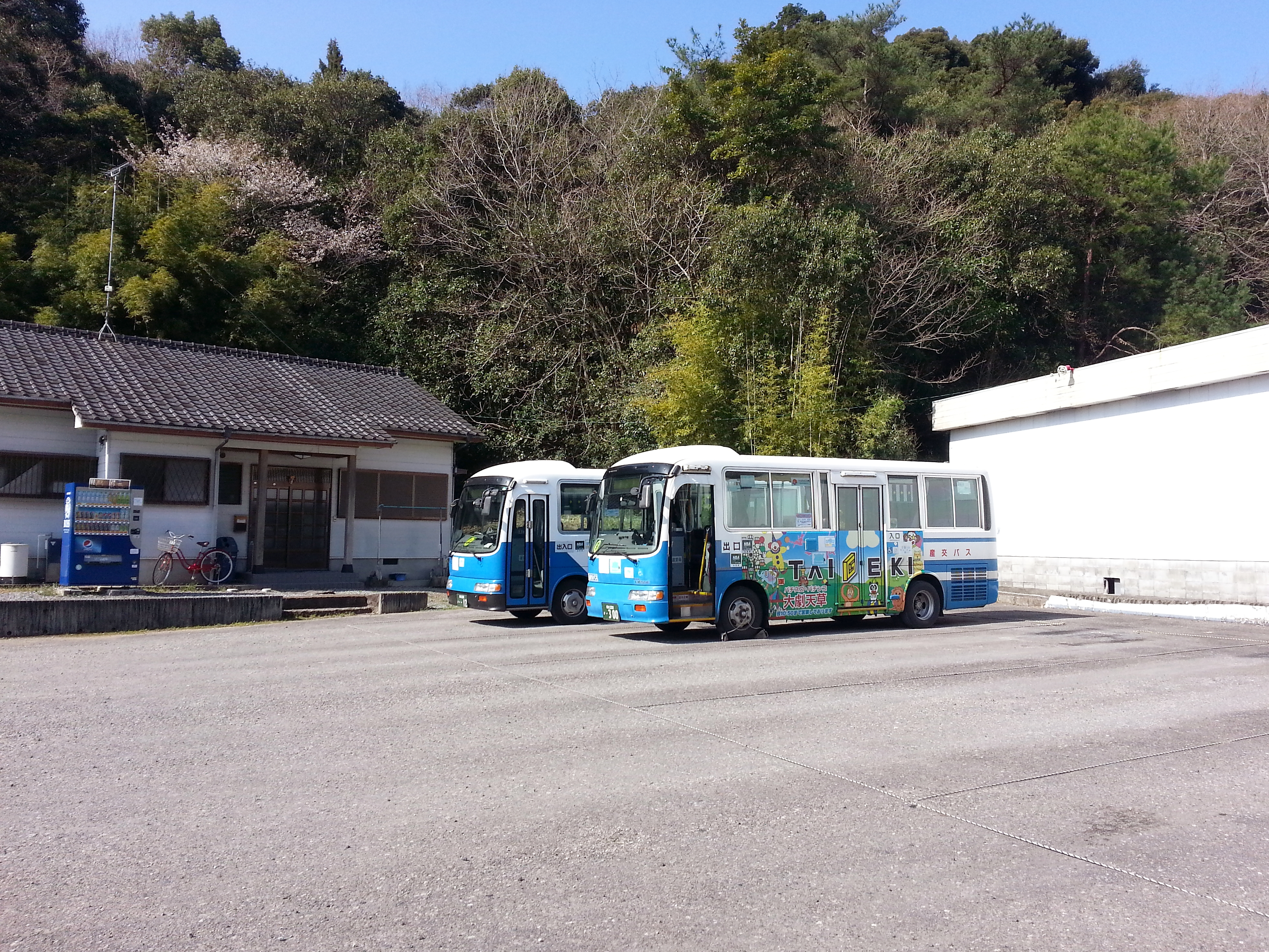
松島車庫にて待機中の 主力車種　日野リエッセ
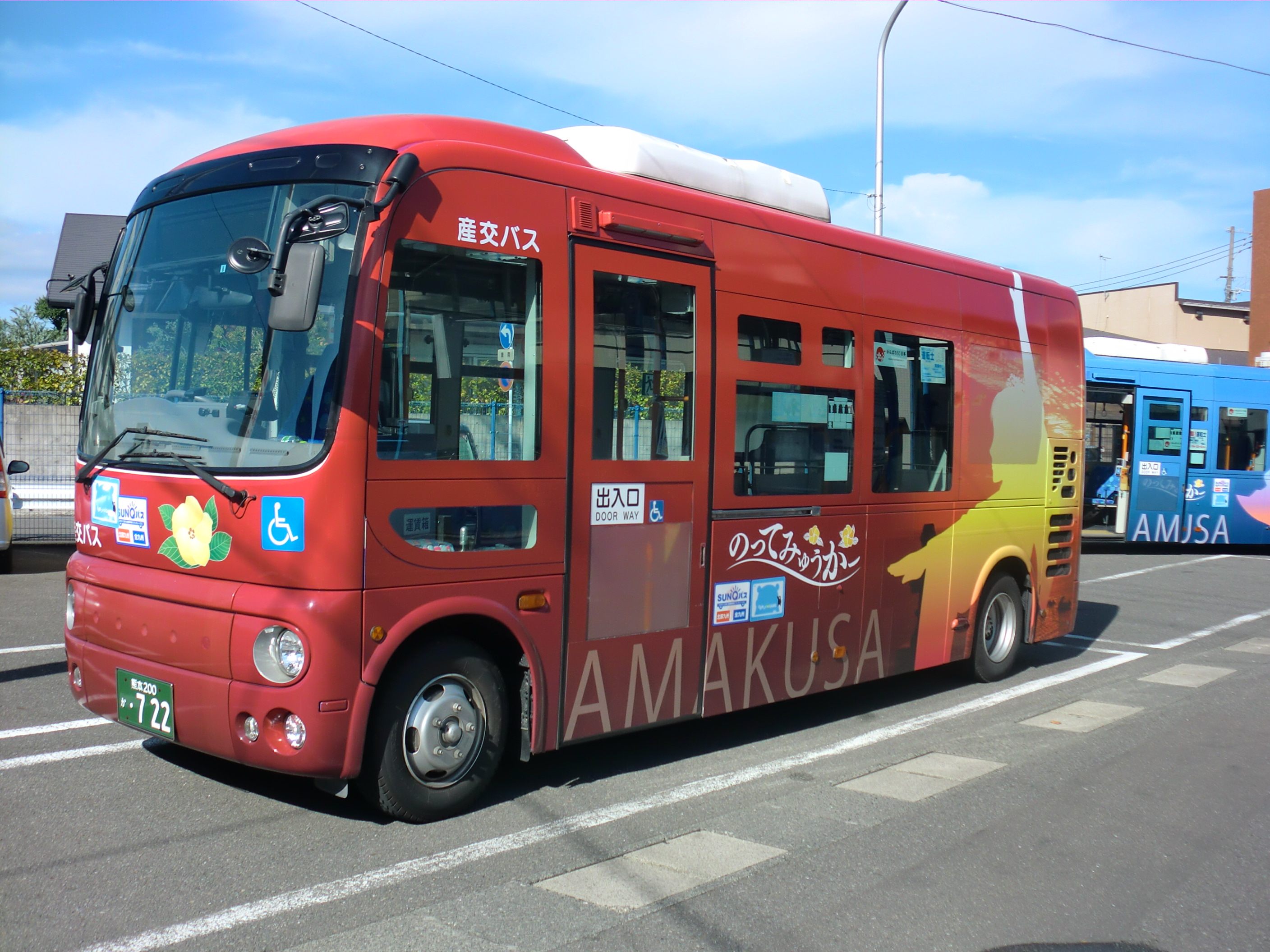
本渡市街地巡回バス のってみゅうかー専用車
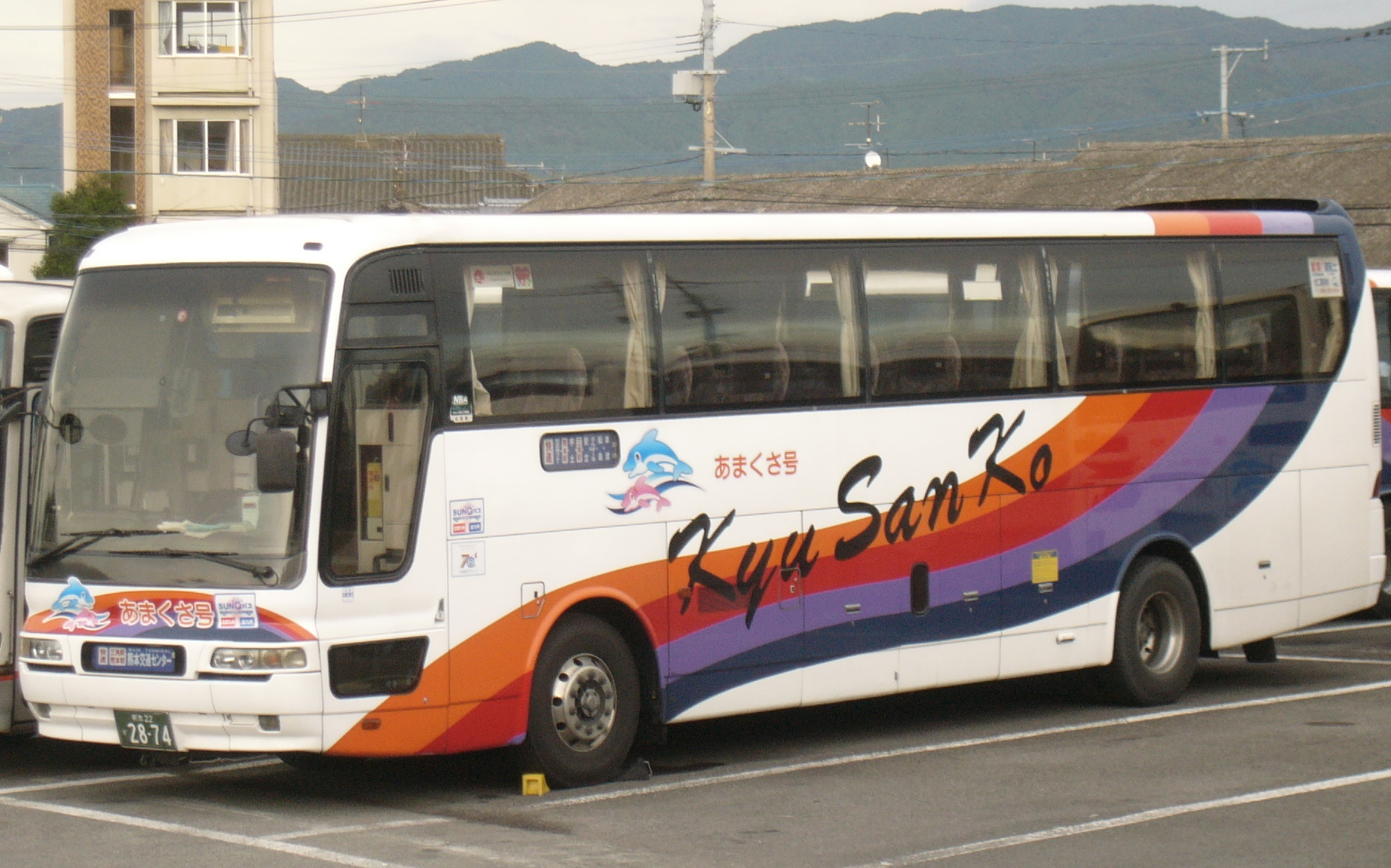
過去に「あまくさ号」専用車として在籍した元高速車のスーパーハイデッカー車
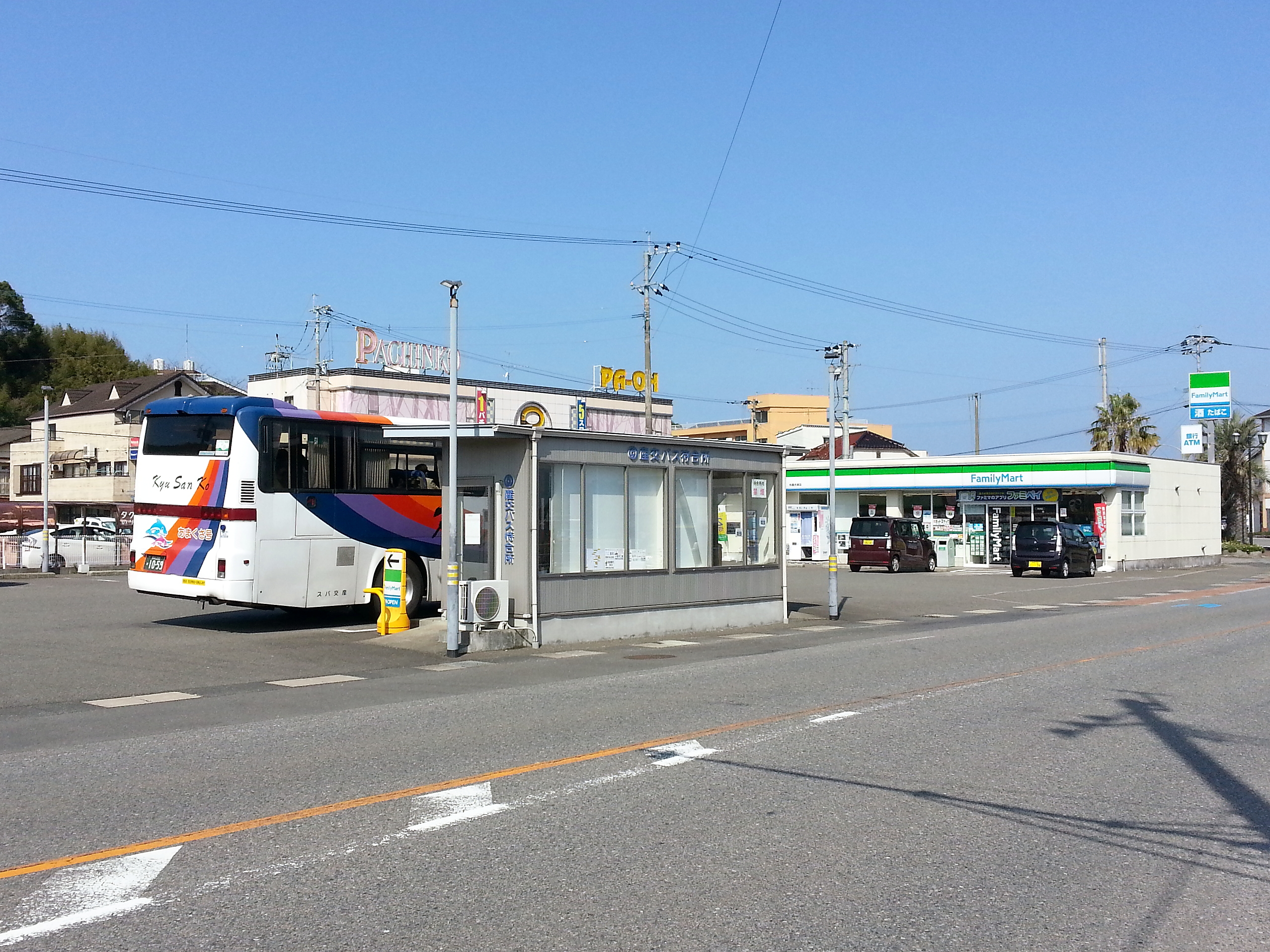
松島バス停にて停車中の 「あまくさ号」専用車
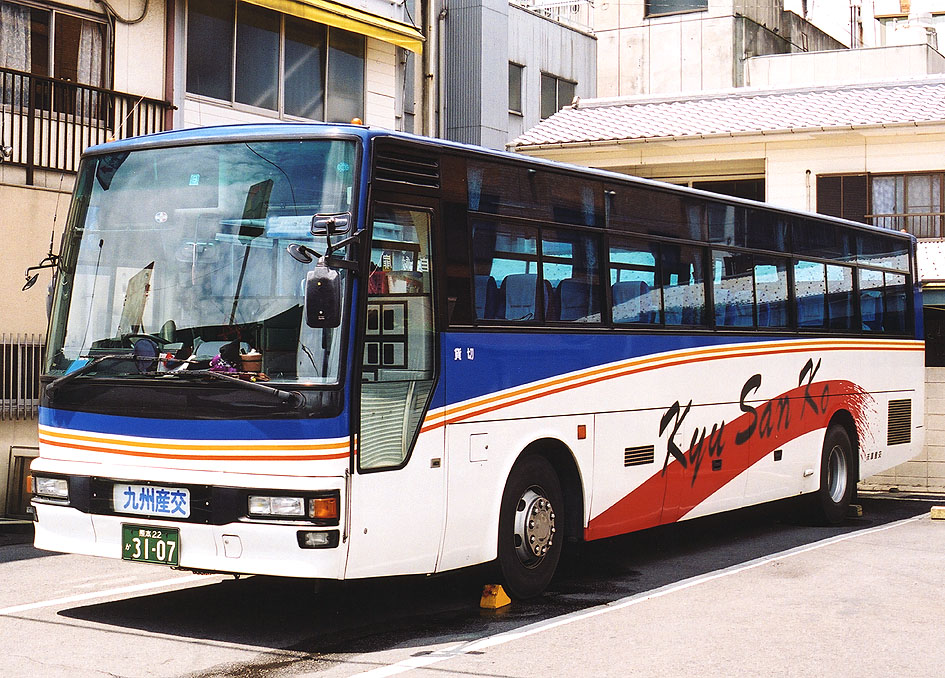
過去には大型貸切車も数台配置されていた （画像の車両は天草産交時代）

## 併設施設
- 九州産交オートサービス天草整備工場

※かつては九州産交バス貸切バス事業部天草営業所も併設されていたが、現在は本社に統合されている。

## 周辺
- 天草アレグリアガーデンズ - かつての九州産交グループだった施設。2015年3月31日まで熊本線（あまくさ号）が当施設より発着していた。当営業所から徒歩10分程度。
- 本渡海水浴場 - 1985年に日本で最初にトライアスロン[15]が開催された発祥の地として石碑も建っている。以来、毎年当海水浴場にて大会が実施されている。
- 天草ボウリングセンター
- 広瀬運動公園・長島茂雄野球場
- 天草市立本渡中学校 - 2010年3月まで天草市浄南町にあったが廃校となり、同年4月に旧本渡中学校・佐伊津中学校・本町中学校と統合し、新生本渡中学校として開校。
- 大矢崎緑地公園・あましんスタジアム（天草市陸上競技場）

### 備考
1. ↑  牛深行の案内番号は41
2. ↑  牛深行の案内番号は52
3. ↑  牛深行の案内番号は54
4. ↑  河浦行の案内番号は48
5. ↑  かつては松橋営業所と三角営業所との共管路線であった。現在は当営業所が単独で担当。
6. ↑  一部便は三角西港を経由した後にさんぱーるへ向かう便もあり。なお、岩谷入口 - さんぱーる間の停車箇所は両系統とも同じ。
7. ↑  一部便は三角防災拠点センター前・三角病院発着、三角バスセンター経由もある。
8. ↑  さんぱーる行は午前のみ、赤崎行は夕方のみの運行（土日祝日運休）